# هاري لورين
هاري لورين (بالإنجليزية: Harry Lorraine)‏ هو ممثل بريطاني (وحمل سابقاً جنسية المملكة المتحدة لبريطانيا العظمى وأيرلندا)، ولد في 1886 ببرايتون في المملكة المتحدة، وتوفي في 22 أغسطس 1934 في الولايات المتحدة.

## وصلات خارجية
- هاري لورين على موقع IMDb (الإنجليزية)
- هاري لورين على موقع قاعدة بيانات برودواي على الإنترنت (الإنجليزية)
- هاري لورين على موقع قاعدة بيانات الفيلم (الإنجليزية)